# ارب‌خیل (چالوس)
ارب خیل، روستایی است از توابع بخش مرکزی شهرستان چالوس در استان مازندران ایران.

## جمعیت
این روستا در دهستان کلارستاق شرقی قرار دارد و براساس سرشماری مرکز آمار ایران در سال ۱۳۸۵، جمعیت آن ۴۸۳ نفر (۱۲۳خانوار) بوده‌است. مردم ارب خیل از قومیت طبری هستند. مردم ارب خیل به زبان طبری با گویش چالوسی سخن می‌گویند.